# Hyodo Akihiro
Hyodo Akihiro (兵働 昭弘 (Binh Động Chiêu Hoằng) Hyōdō Akihiro, sinh ngày 12 tháng 5 năm 1982 ở Shiroi, Chiba) là một cầu thủ bóng đá người Nhật Bản hiện tại thi đấu cho J1 League team Shimizu S-Pulse.

## Sự nghiệp
After graduating high school he entered the Đại học Tsukuba where he represented them at football. After graduation ở 2005, anh ký hợp đồng với Shimizu S-Pulse. Hyodo ghi bàn thắng chuyên nghiệp đầu tiên trước Omiya Ardija in tháng 8 of the same year.

## Thống kê câu lạc bộ
Cập nhật đến ngày 23 tháng 2 năm 2016.
| Thành tích câu lạc bộ | Thành tích câu lạc bộ | Thành tích câu lạc bộ | Giải vô địch | Giải vô địch | Cúp                   | Cúp                   | Cúp Liên đoàn | Cúp Liên đoàn | Khác    | Khác      | Tổng cộng | Tổng cộng |
| Mùa giải              | Câu lạc bộ            | Giải vô địch          | Số trận      | Bàn thắng    | Số trận               | Bàn thắng             | Số trận       | Bàn thắng     | Số trận | Bàn thắng | Số trận   | Bàn thắng |
| Nhật Bản              | Nhật Bản              | Nhật Bản              | Giải vô địch | Giải vô địch | Cúp Hoàng đế Nhật Bản | Cúp Hoàng đế Nhật Bản | J. League Cup | J. League Cup | Khác1   | Khác1     | Tổng cộng | Tổng cộng |
| --------------------- | --------------------- | --------------------- | ------------ | ------------ | --------------------- | --------------------- | ------------- | ------------- | ------- | --------- | --------- | --------- |
| 2005                  | Shimizu S-Pulse       | J1 League             | 15           | 2            | 5                     | 1                     | 2             | 0             | –       | –         | 22        | 3         |
| 2006                  | Shimizu S-Pulse       | J1 League             | 21           | 5            | 2                     | 0                     | 5             | 0             | –       | –         | 28        | 5         |
| 2007                  | Shimizu S-Pulse       | J1 League             | 31           | 2            | 3                     | 0                     | 5             | 0             | –       | –         | 39        | 2         |
| 2008                  | Shimizu S-Pulse       | J1 League             | 23           | 1            | 2                     | 1                     | 7             | 1             | –       | –         | 32        | 3         |
| 2009                  | Shimizu S-Pulse       | J1 League             | 29           | 1            | 4                     | 0                     | 10            | 1             | –       | –         | 43        | 2         |
| 2010                  | Shimizu S-Pulse       | J1 League             | 33           | 4            | 4                     | 1                     | 8             | 0             | –       | –         | 45        | 5         |
| 2011                  | Kashiwa Reysol        | J1 League             | 16           | 1            | 0                     | 0                     | 0             | 0             | 1       | 0         | 17        | 1         |
| 2012                  | JEF United Chiba      | J2 League             | 41           | 7            | 2                     | 1                     | –             | –             | 2       | 0         | 45        | 8         |
| 2013                  | JEF United Chiba      | J2 League             | 30           | 4            | 2                     | 0                     | –             | –             | 1       | 0         | 33        | 4         |
| 2014                  | JEF United Chiba      | J2 League             | 35           | 2            | 2                     | 0                     | –             | –             | –       | –         | 37        | 2         |
| 2015                  | Oita Trinita          | J2 League             | 33           | 2            | 1                     | 0                     | –             | –             | –       | –         | 34        | 2         |
| Tổng                  | Tổng                  | Tổng                  | 274          | 27           | 27                    | 4                     | 37            | 2             | 4       | 0         | 342       | 33        |

1Bao gồm Siêu cúp Nhật Bản and J2 playoffs.